# بيتر بان (فلم 2003)
بيتر بان (بالإنجليزية: Peter Pan) هو فيلم فنتازيا أمريكي تم إنتاجه في سنة 2003، وهو من إنتاج شركات يونيفرسل بيكتشرز وكولومبيا بيكتشرز وريفولوشن ستوديوز، مأخوذة من قصة مسرحية بيتر وويندي لجيمس ماثيو باري، وألتي قامت ديزني بإنتاج فلم سابق لها بعنوان بيتر بان، الفيلم من تأليف وإخراج بول جون هوغان، ومن بطولة جايسون إسحاق وجيريمي سومبتر وريتشارد برايرس وأوليفيا ويليامز ولين ريدغريف ولوديفين سانيير.

## البطولة
- جيريمي سومبتر بدور بيتر بان
- راكيل هرد وود بدور ويندي دارلنغ
- جايسون إسحاق بدور كابتن هوك
- ريتشارد برايرس بدور السيد سمي
- أوليفيا ويليامز بدور السيدة ماري دارلنغ
- هاري نويل بدور جون دارلنغ
- فريدي بوبلويل بدور مايكل دارلنغ
- لوديفين سانيير بدور تنكر بيل
- سافرون بوروز بدور ويندي البالغة
- كارسين غراي بدور تايغر ليلي

### الأطفال
- تيودور تشيستر بدور سلايتلي
- روبرت سيمونيان بدور توتليز
- جورج ماكاي بدور كورلي
- هاري إيدن بدور نيبس
- باتريك غوتش و لاكلان غوتش بدور التوأم

## وصلات خارجية
- مقالات تستعمل روابط فنية بلا صلة مع ويكي بيانات

- بيتر بان على قاعدة بيانات الأفلام على الإنترنت